# 矢田車站 (愛知縣)
矢田車站（日语：／ Yada eki */?）是位於愛知縣名古屋市東區大幸一丁目之名鐵瀨戶線車站之一。

## 車站結構
為2面2線側式月台之地面車站。因本站引進使用車站集中管理系統，所以全天無站務員服務。

### 月台配置
| 月台 | 路線   | 方向 | 目的地           |
| ---- | ------ | ---- | ---------------- |
| 1    | 瀨戶線 | 下行 | 尾張瀨戶方向     |
| 2    | 瀨戶線 | 上行 | 大曾根、榮町方向 |

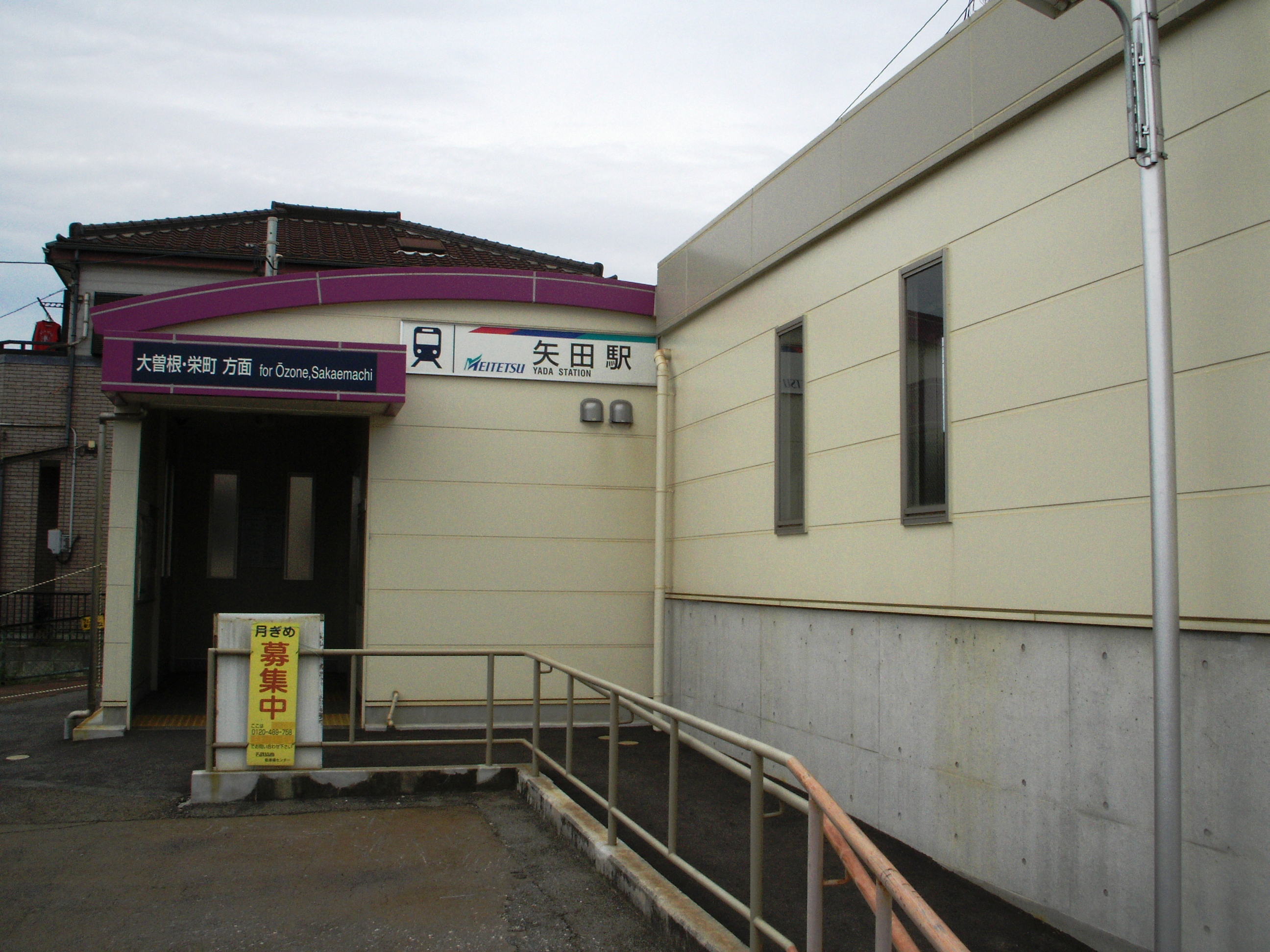
榮町方面站舍
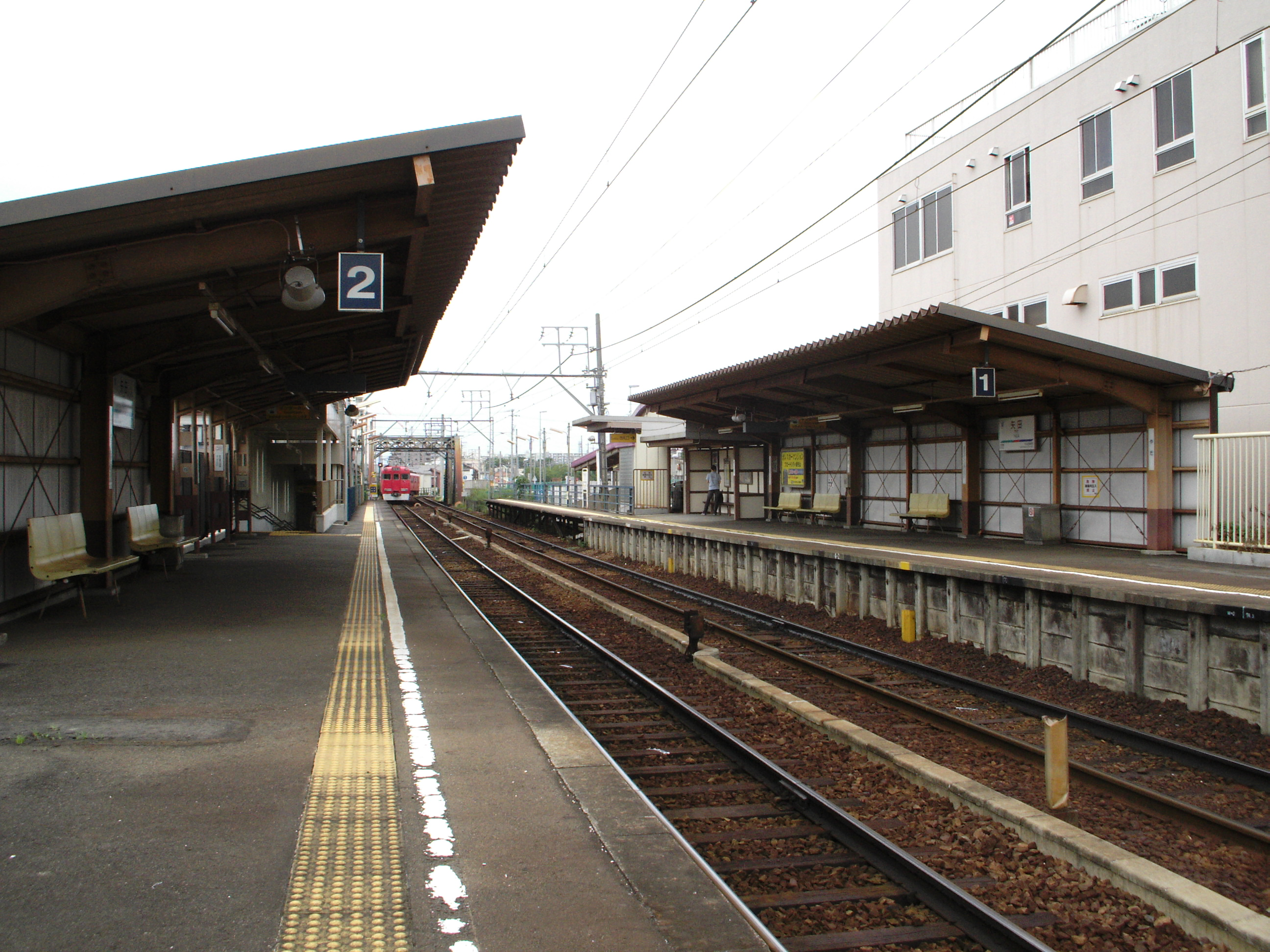
月台

### 配線圖
| ← 尾張瀨戶方向  | 矢田站 構內配線略圖 | → 大曾根、 榮町方向 |
| 图例 参考文献： |                     |                     |

## 相鄰車站
名古屋鐵道
 瀨戶線
■急行、■準急
通過
■普通
大曾根（ST06）－矢田（ST07）－守山自衛隊前（ST08）

## 外部連結
- 矢田 - 名古屋鐵道